# زروالة
زروالة بلدية جزائرية في ولاية سيدي بلعباس شمال غرب الجزائر. تقع شرق مدينة سيدي بلعباس.